# Smithsonian American Art Museum and the Renwick Gallery
Smithsonian American Art Museum and the Renwick Gallery (Smithsońskie Muzeum Sztuki Amerykańskiej i Galeria Renwicka) – galeria sztuki w Waszyngtonie założona w roku 1829 przez Johna Vardena. Smithsonian American Art Museum jest jednym z najstarszych amerykańskich muzeów sztuki. Jego zbiory wzięły swój początek z darów pochodzących z kolekcji prywatnych i od organizacji artystycznych istniejących w stolicy kraju przed założeniem Smithsonian Institution w 1846 roku. Muzeum z biegiem lat powiększało swe zbiory stając się ośrodkiem naukowym i miejscem zachowania dziedzictwa kulturowego Ameryki. Obecnie jego kolekcja składa się z prac reprezentujących wszystkie dziedziny sztuki, powstałych w okresie ponad 300 lat. Muzeum posiada jedną z największych kolekcji sztuki amerykańskiej na świecie (ponad 41 000 dzieł). Obecnie Smithsonian American Art Museum tworzy jeden kompleks muzealny razem z założoną w 1972 Renwick Gallery. W historycznym budynku muzeum mieści się ponadto National Portrait Gallery.
Oba historyczne budynki muzeum, Old Patent Office i Renwick Gallery zostały w 1966 roku wpisane na listę zabytków USA National Register of Historic Places, odpowiednio jako poz. nr #66000902 i poz. nr #66000867.

## Historia

### XIX wiek
W 1829 roku John Varden, mieszkaniec Waszyngtonu założył skromne, stałe muzeum, przeznaczając na jego zbiory własną kolekcję sztuki europejskiej. Początkowo kolekcja ta eksponowana była w pomieszczeniu dobudowanym do jego domu, znajdującego się w pobliżu Kapitolu.
W 1841 roku kolekcja Vardena została wystawiona w nowo wybudowanym budynku Urzędu Patentowego będącego dziś siedzibą muzeum. Jednocześnie Varden został „kustoszem” nowo utworzonego „Instytutu Narodowego” ds. państwowych eksponatów artystycznych i historycznych. Wśród obrazów i rzeźb znalazła się Deklaracja niepodległości Stanów Zjednoczonych i maszyna drukarska Benjamina Franklina.
Założenie w roku 1846 Smithsonian Institution przyćmiło prestiż instytutu Vardena, który później został rozwiązany. Po roku 1858 wiele eksponatów instytutu przeniesiono z budynku Urzędu Patentowego do nowo zbudowanego Smithsonian Castle. Pozostała część kolekcji znalazła się tam w 1862 roku. Pożar, jaki wybuchł w Smithsonian Castle w roku 1865 zahamował na pewien czas rozwój kolekcji. Do końca XIX w. większość dzieł sztuki została przekazana na zasadzie wypożyczenia do Biblioteki Kongresu oraz do Corcoran Gallery of Art.

### XX wiek

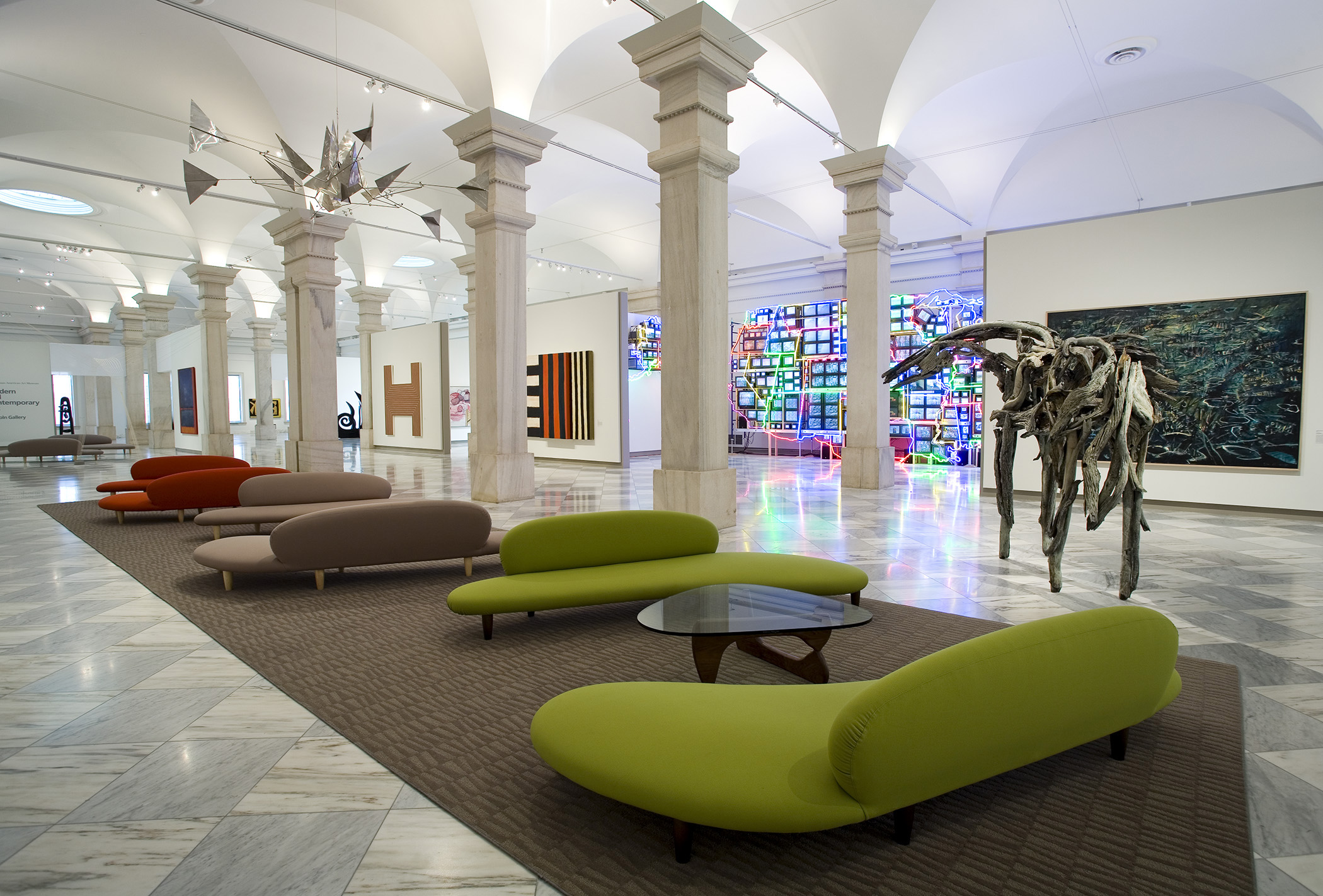
Dział sztuki nowoczesnej i współczesnej Smithsonian American Art Museum

W 1906 roku Harriet Lane, siostrzenica 15. prezydenta Stanów Zjednoczonych Jamesa Buchanana wymusiła na sądzie federalnym ważną decyzję o uznaniu zbiorów Smithsonian jako Narodowej Galerii Sztuki (National Gallery of Art). Przyjęcie takiej nazwy sprawiło, że na poczet kolekcji zaczęły wpływać duże dary. Wśród nich znalazła się kolekcja Johna Gellatly oraz obrazy amerykańskich impresjonistów i pejzażystów ze szkoły z Barbizon, należące do Williama T. Evansa.
Kiedy w 1937 z inicjatywy Kongresu Stanów Zjednoczonych została założona galeria sztuki National Gallery of Art, dotychczasowe muzeum o tej nazwie zmieniło ją na National Collection of Fine Arts; pod tą nazwą placówka funkcjonowała do roku 1968.
W roku 1957 siedzibą muzeum stał się dawny budynek Urzędu Patentowego, uratowany w ostatniej chwili przed wyburzeniem i decyzją Kongresu Stanów Zjednoczonych przeznaczony na potrzeby kolekcji. W 1968, po gruntownym remoncie, muzeum zostało otwarte dla publiczności. W 1972 roku została otwarta także Renwick Gallery jako oddział muzeum przechowujący zbiory amerykańskiego rzemiosła artystycznego.
W 1980 roku w ramach inicjatywy Smithsonian Institute mającej na celu ujednolicenie nazw wielu muzeów i podkreślenie narodowego zakresu ich zbiorów nazwa muzeum została zmieniona na National Museum of American Art. Od tego czasu muzeum skoncentrowało się wyłącznie na skupowaniu i promocji prac artystów działających w Stanach Zjednoczonych. Dwadzieścia lat później muzeum wystąpiło z propozycją powrotu do dawnej nazwy, Smithsonian American Art Museum, jako łatwej do zapamiętania i prezentującej w bezpośredni sposób misję placówki. w październiku 2000 roku Kongres Stanów Zjednoczonych zatwierdził tę zmianę.

## Architektura
Zabytkowy budynek Smithsonian American Art Museum, z którego korzysta również galeria National Portrait Gallery, jest jednym z najstarszych budynków publicznych zbudowanych w Waszyngtonie (po Białym Domu i Kapitolu) i jest uważany za jeden z najwspanialszych przykładów publicznej architektury neoklasycznej w Stanach Zjednoczonych. W pierwotny projekt budynku zaangażowanych było kilku znaczących XIX-wiecznych amerykańskich architektów, m.in.: Robert Mills (1781–1855), Ithiel Town (1784–1844), Alexander Jackson Davis (1803–1892), Thomas Ustick Walter (1804–1887) i William Parker Elliot (1807–1854). Cztery skrzydła budynku zostały wykonane z piaskowca z Wirginii, z marmuru i granitu z Maine, Massachusetts, Connecticut i Maryland.
4 lipca 1836 roku prezydent Andrew Jackson wydał zgodę na budowę ognioodpornego gmachu dla Urzędu Patentowego. Budynek został zaprojektowany dla uczczenia amerykańskiej wynalazczości, technicznej inwencji i postępu naukowego, które to cechy miała uosabiać procedura przyznawania patentu.
W 1836 roku pod kierunkiem Roberta Millsa rozpoczęto budowę skrzydła południowego.
W 1840 roku Urząd Patentowy przeniesiono do skrzydła południowego; samo skrzydło zostało ukończone w 1842 roku. Budynek był przeznaczony do publicznej prezentacji modeli patentowych, które zostały przedłożone przez ich wynalazców. Oprócz modeli patentowych na trzecim piętrze budynku wystawiono rządowe kolekcje historyczne, zbiory naukowe i dzieł sztuki, w tym Deklarację niepodległości Stanów Zjednoczonych i namiot polowy George’a Washingtona.
W latach 1849–1855 zbudowano skrzydło wschodnie, początkowo pod nadzorem Roberta Millsa, a od 1851 roku – Thomasa Usticka Waltera, architekta Kapitolu. Skrzydło to jest jedyną zachowaną do dziś częścią pierwotnego budynku. W latach 1852–1857 zbudowano skrzydło zachodnie, a w latach 1856–1868 skrzydło północne.

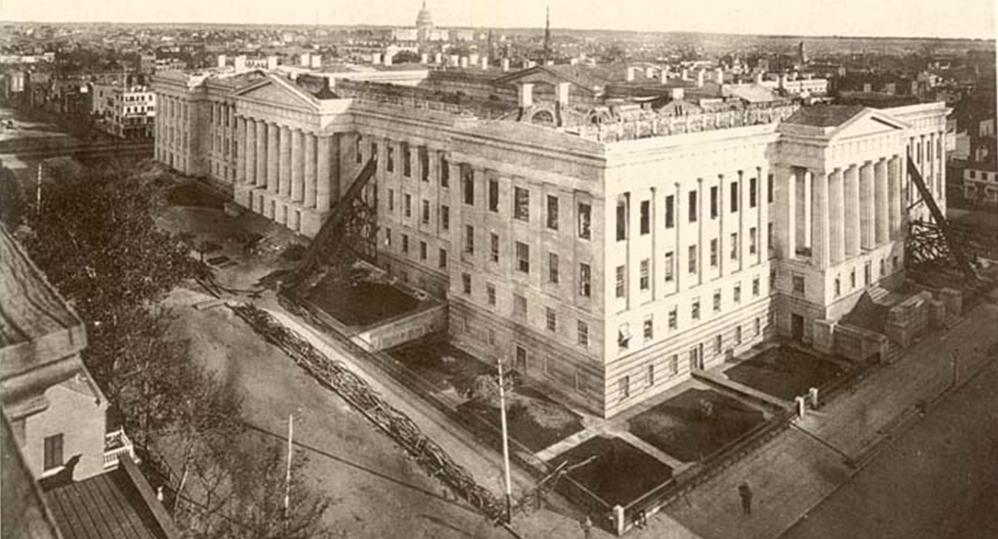
Budynek po pożarze w 1877

W latach 1849–1917 w budynku mieściły się różne biura Departamentu Spraw Wewnętrznych. Podczas wojny secesyjnej budynek był wykorzystywany jako szpital wojskowy i koszary. W marcu 1865 roku odbył się w nim bal inauguracyjny prezydenta Abrahama Lincolna. W 1877 roku w wyniku pożaru zniszczone zostały górne piętra skrzydła północnego i zachodniego; większą część trzeciego piętra odbudował Adolf Cluss w popularnym wówczas stylu wiktoriańskim.
Kiedy w roku 1932 Urząd Patentowy wyprowadził się z budynku, a jego miejsce zajęła agencja rządowa United States Civil Service Commission. W 1950 roku budynek został przeznaczony do rozbiórki, ale członkowie rodzącego się wówczas ruchu na rzecz zachowania spuścizny historycznej zdołali w roku 1955 ostatecznie przekonać prezydenta Dwighta Eisenhowera do zmiany tej decyzji. W 1958 roku budynek na mocy decyzji Kongresu Stanów Zjednoczonych został przekazany na rzecz Smithsonian American Art Museum i National Portrait Gallery. W 1965 roku został wpisany na listę National Historic Landmark, a w roku 1966 – na listę National Register of Historic Places. W styczniu 1968 roku po gruntownej, trwającej 4 lata, renowacji budynek został otwarty dla publiczności jako Smithsonian American Art Museum.
W latach 2000–2006 miała miejsce ostatnia jak dotąd renowacja budynku, dzięki której odzyskał on dawną świetność

## Zbiory
Smithsonian American Art Museum jest poświęcone sztuce amerykańskiej i artystom Stanów Zjednoczonych. Kolekcja sztuki amerykańskiej liczy ponad 41 000 dzieł i jest jedną z największych tego typu na świecie. W zbiorach muzealnych, zasobach naukowych, wystawach i programach publicznych reprezentowane są wszystkie regiony, kultury i tradycje Stanów Zjednoczonych. Portret epoki kolonialnej, XIX-wieczny pejzaż, amerykański impresjonizm, XX-wieczny realizm i abstrakcja, projekty epoki New Deal, rzeźby, fotografie, grafika i rysunki, współczesne rzemiosło, sztuka afroamerykańska i latynoamerykańska oraz sztuka ludowa. Zgromadzone zostały prace ponad 7000 artystów amerykańskich, w tym: Johna Singletona Copleya, Winslowa Homera, Johna Singera Sargenta, Childe'a Hassama, Mary Cassatt, Jamesa McNeilla Whistlera, Georgii O’Keeffe, Edwarda Hoppera, Jacoba Lawrence’a, Roberta Rauschenberga, Nam June Paika i Martina Puryeara.

### Sztuka kolonialna

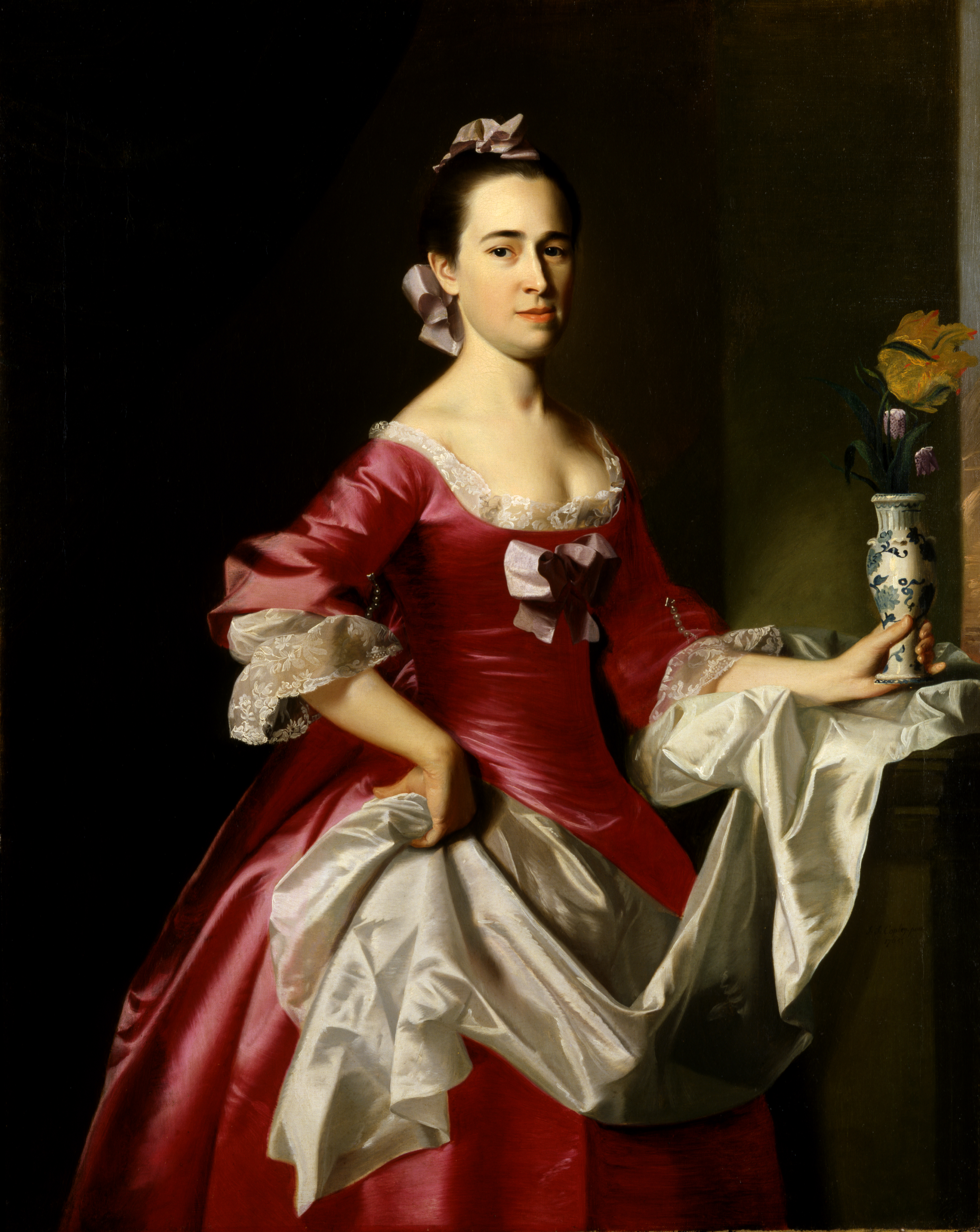
John Singleton Copley, Pani George Watson, 1765

Kolekcję muzeum rozpoczynają prace powstałe w okresie istnienia kolonii Nowa Hiszpania i Nowa Anglia. Najstarsze z dzieł pochodzą z XVII-wiecznego Portoryko, są to: obraz Święta Barbara z lat 1680–90 i malowana rzeźba z drewna Matka Boska Bolesna z lat 1675–1725. Kolekcja zawiera dzieła sztuki odzwierciedlające przekształcanie się trzynastu kolonii w państwo; są tu zarówno portrety (pędzla takich artystów jak John Singleton Copley, Charles Willson Peale i Gilbert Charles Stuart) jak i pejzaże (Thomas Cole) czy rzeźby (Horatio Greenough).
Przykładem sztuki kolonialnej jest portret pani George Watson, przedstawiający żonę bogatego kupca z Bostonu, portowego miasta, które było ważnym ośrodkiem żeglugi i handlu w angielskich koloniach. Kobieta jest ubrana w modną, satynową suknię z dekoltem, wykończoną białą koronką. W ręku trzyma wazon, przypominający kształtem jej postać. Materiał, z którego uszyto suknię oraz jej luksusowe wykończenie pochodziły ze stoczni George’a Watsona, importera towarów z Europy; świadczyły one o jego sukcesie ekonomicznym podkreślając zarazem fakt, iż mógł sobie pozwolić na zamówienie portretu małżonki u Copleya, czołowego bostońskiego malarza. Sama pani Watson została ukazana jako szacowna angielska dama, a zarazem przedstawicielka nowego amerykańskiego społeczeństwa.

### Sztuka XIX wieku

#### Hudson River School

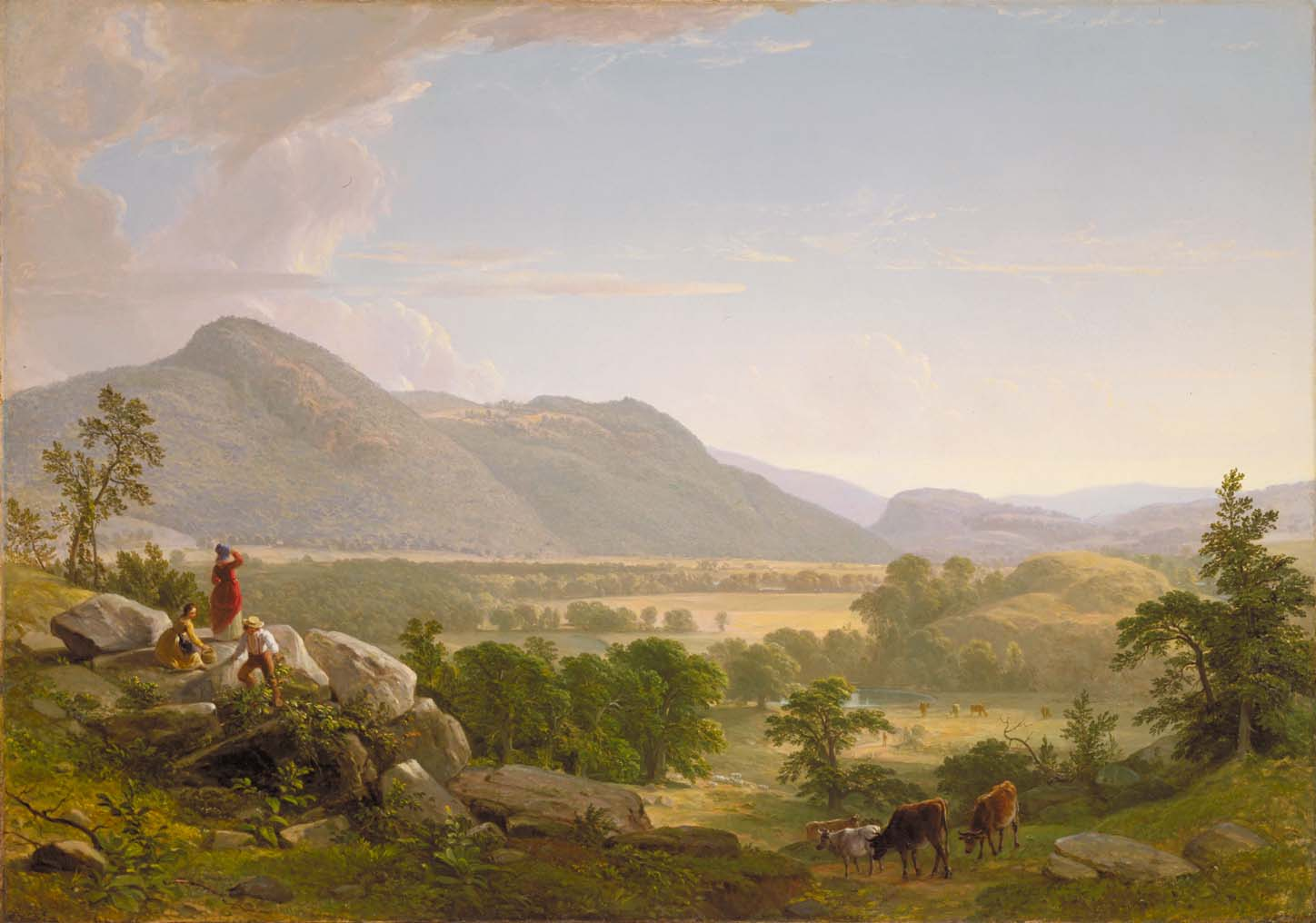
Asher Brown Durand, Równiny Dover w hrabstwie Dutchess, 1848

Na sztukę XIX wieku składa się dorobek szkoły Hudson River School oraz dzieła amerykańskiego impresjonizmu i wieku pozłacanego. Kolekcja sztuki XIX wieku odzwierciedla przekształcanie się młodego państwa w światowe mocarstwo. Malowane wówczas pejzaże dokumentują ekspansję terytorialną Stanów Zjednoczonych na zachód przedstawiając uroki wodospadu Niagara lub Wielkiego Kanionu. Ekspansja ta umożliwiła takim artystom, jak Albert Bierstadt, Thomas Moran i Frederic Sackrider Remington poznanie nowego terytorium i stworzenia kroniki osadnictwa granicznego. Przedstawianie w krajobrazie człowieka miało symbolizować jego współistnienie z naturą, jak w obrazie Ashera Duranda Równiny Dover w hrabstwie Dutchess.

#### George Catlin and His Indian Gallery

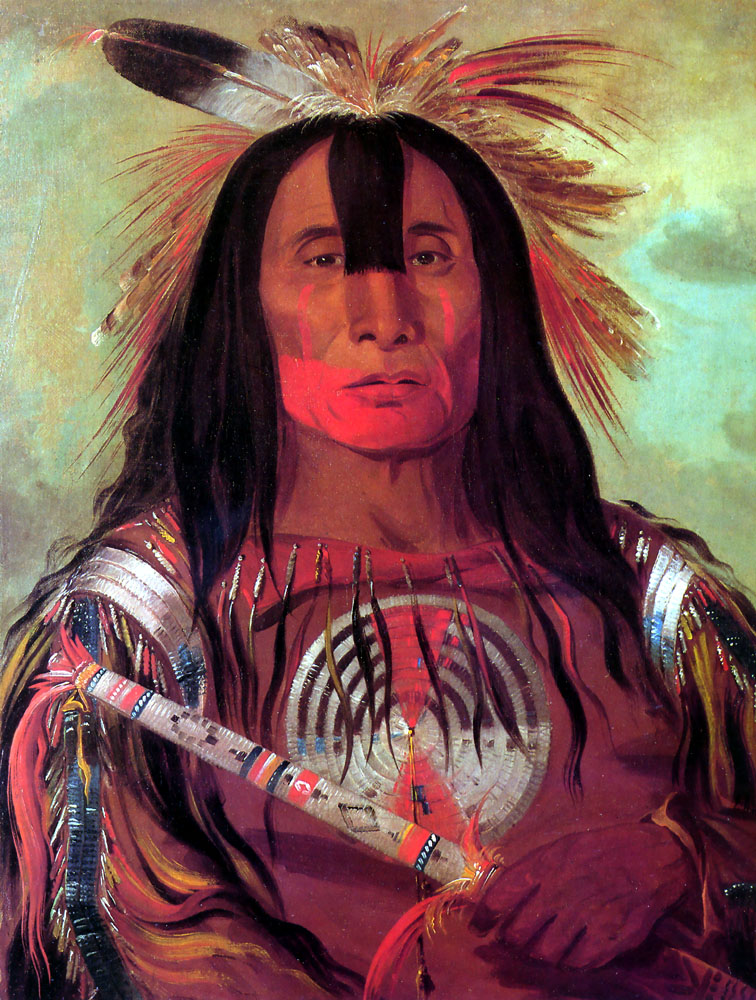
George Catlin, Stu-mick-o-súcks (Buffalo Bull's Back Fat), 1832

Do skarbów w muzealnych zbiorach należy kolekcja ponad 400 obrazów George’a Catlina, ukazujących „zwyczaje i obyczaje” plemion indiańskich żyjących w latach 30 XIX wieku. Imponujący portret Stu-mick-o-súcks (Buffalo Bull's Back Fat), namalowany w 1832 roku w Fort Union przedstawia Buffalo Bull’s Back Fata, wodza indiańskiego plemienia Kainai, które zamieszkiwało tereny dzisiejszego pogranicza Stanów Zjednoczonych i Kanady. Catlin uważał, że spośród plemion pól nocnych rejonów Wielkich Równin Kainai byli najmniej zepsuci kontaktami z białym człowiekiem. Artysta przyczynił się do upowszechnienia, zarówno w Ameryce jak i w Europie, ich wizerunku jako ludzi szlachetnych z natury. Portret wodza Stu-mick-o-súcksa został w 1846 roku wystawiony w paryskim Salonie, gdzie wzbudził zainteresowanie.

#### Impresjonizm i wiek pozłacany

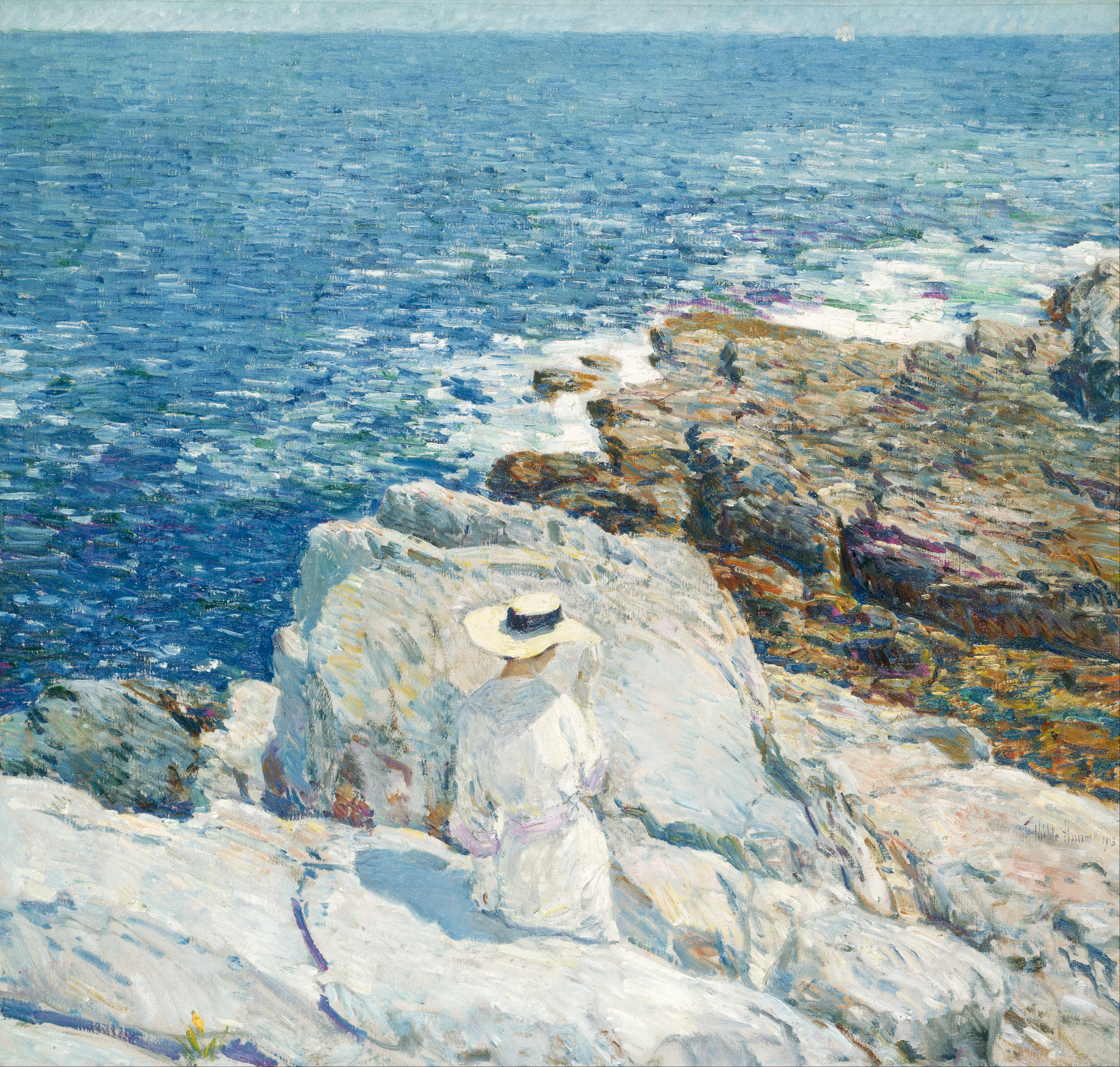
Childe Hassam, The South Ledges, Appledore, 1913

Muzeum posiada jeden z najlepszych i największych zbiorów malarstwa z ostatniej ćwierci XIX wieku, w tym dzieła impresjonizmu i wieku pozłacanego. W latach 70. tacy artyści jak Childe Hassam, John Henry Twachtman, Mary Cassatt i William Merritt Chase często malowali na zewnątrz, aby przenieść na płótno światło i kolor, cechy charakterystyczne dla stylu impresjonistycznego.
Childe Hassam spędził wiele sezonów letnich na wyspie Appledore u wybrzeży stanu Maine. Każdego roku spotykał się on w domu swojej przyjaciółki, poetki Celii Thaxter z muzykami, pisarzami i innymi artystami tworząc wspólnie z nimi nieformalną kolonię artystyczną. Tematem obrazów Hassama stały się ogrody Celii Thaxter oraz skaliste plaże, oddane migotliwymi pociągnięciami pędzla w ożywionych kolorach, którą to technikę artysta opanował we Francji, a która pomogła mu uchwycić świetlistość krótkiego lata na Appledore. Obraz The South Ledges, Appledore przedstawiający elegancką kobietę w kapeluszu, przywołuje swobodny rytm życia amerykańskich elit w ostatnich latach przed I wojną światową.
W dekadach przed I wojną światową, określanych przez Marka Twaina jako „wiek pozłacany” artyści, tacy jak Winslow Homer, John Singer Sargent, James McNeill Whistler i Abbott Handerson Thayer utrwalali w swych dziełach styl życia amerykańskiego społeczeństwa przełomu stuleci.

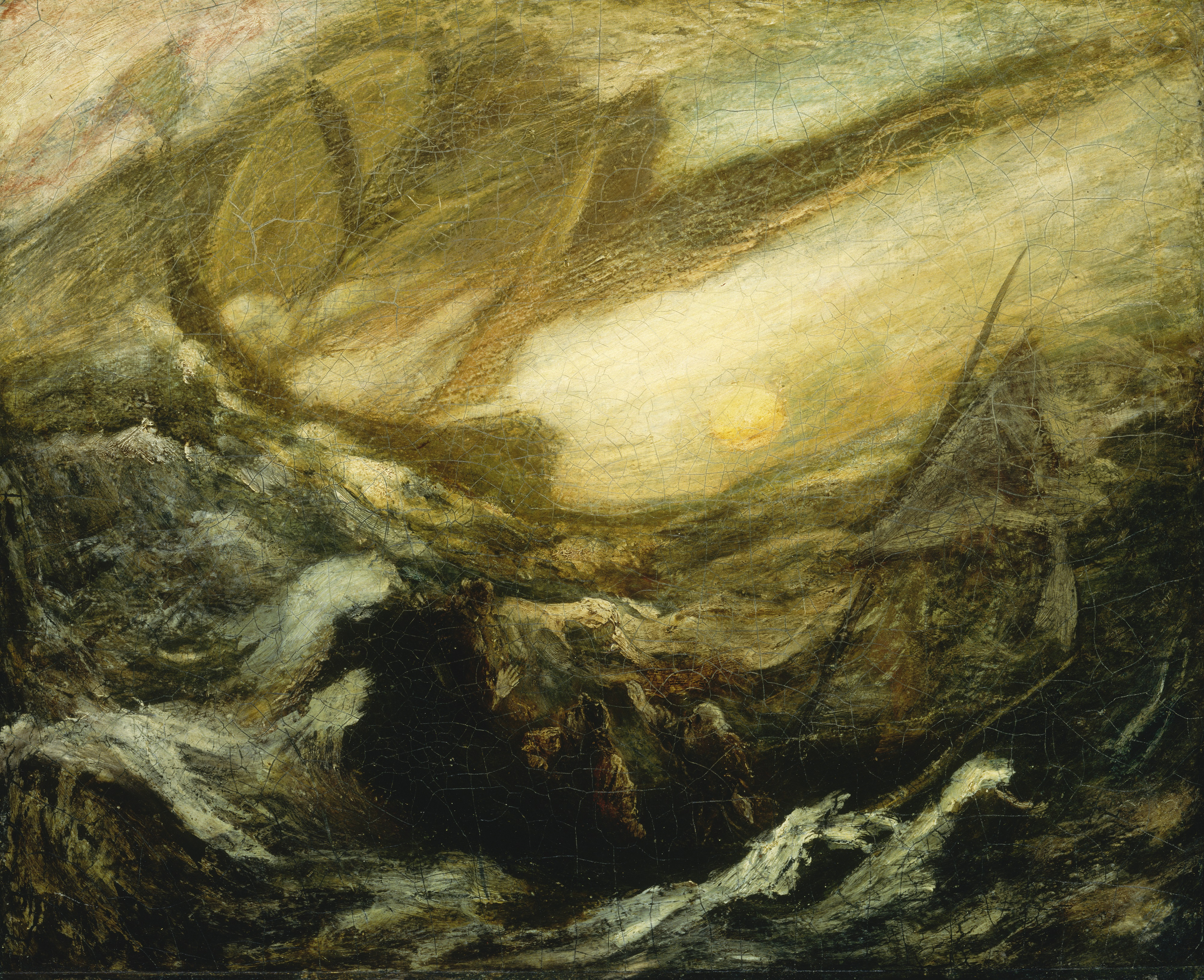
Albert Pinkham Ryder, Latający Holender, przed 1887
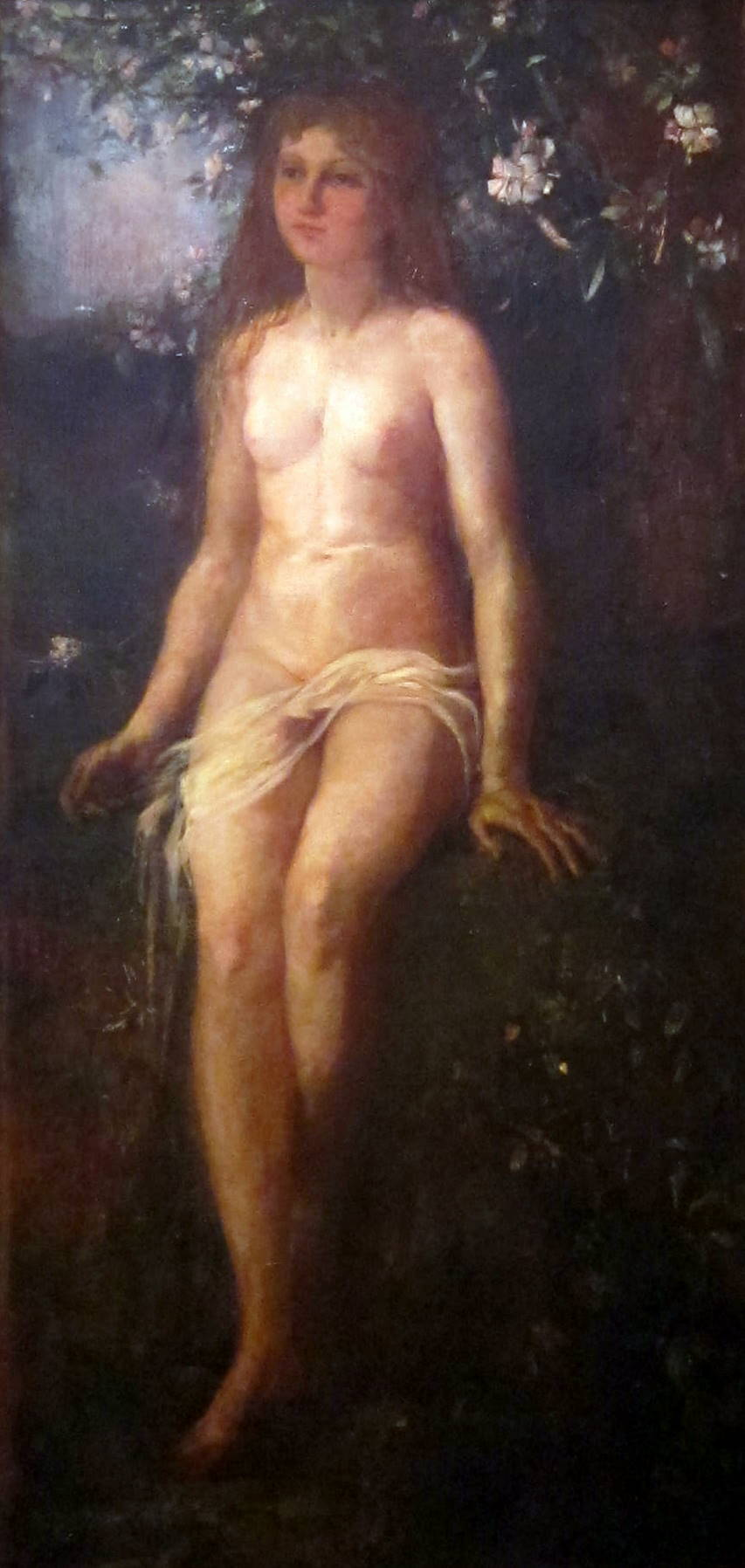
John La Farge, Złota Epoka, 1878
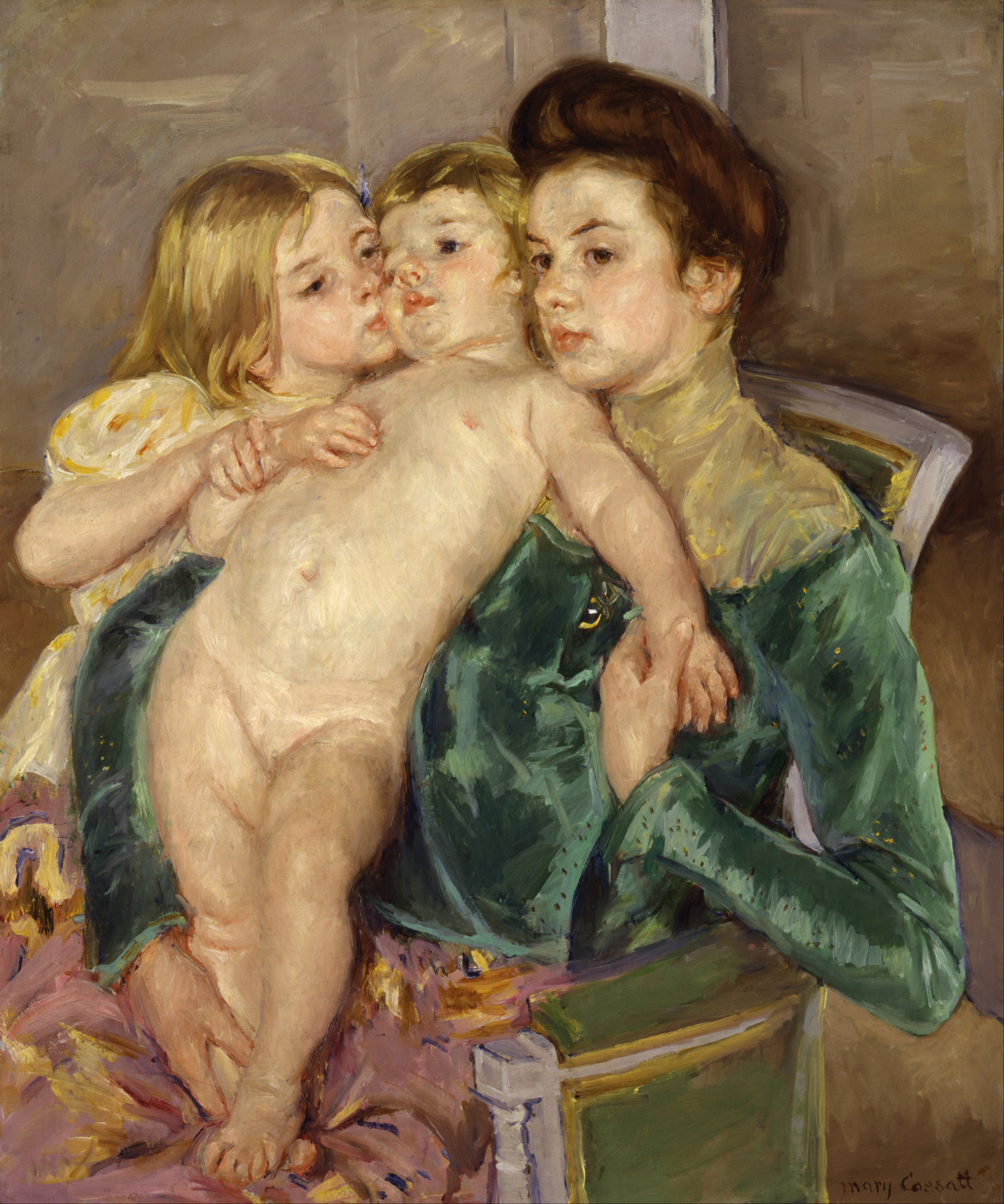
Mary Cassatt, Czułość, 1902
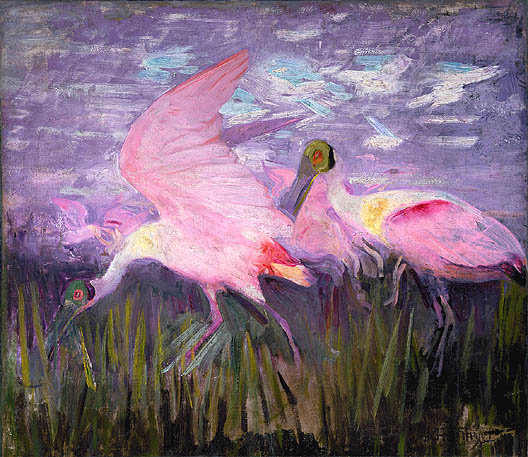
Abbott Handerson Thayer, Różowe warzęchy, 1905–1909

### Sztuka XX wieku: realizm i abstrakcja, sztuka współczesna
Artyści w XX wieku wybierali dwa różne sposoby przedstawienia założeń modernizmu i ekscytacji postępem – realizm i abstrakcję. Oba te kierunki są reprezentowane w zbiorach. Obrazy spod znaku realizmu przedstawiają takie tematy jak: jazz, bezdomność, gospodarstwa i fabryki oraz pracowników i ich rodziny w Ameryce okresu przemian, od Midwestu (w obrazach Thomasa Harta Bentona) do Harlemu (u Jacoba Lawrence’a). Inni malarze tego kierunku, reprezentowani w zbiorach muzeum, to Edward Hopper, John French Sloan i Andrew Wyeth. Muzeum posiada największą w Stanach Zjednoczonych kolekcję sztuki okresu New Deal oraz murali.
Inni amerykańscy moderniści wyrażali ducha swojej epoki w ramach sztuki abstrakcyjnej. Nurt ten reprezentują w zbiorach muzeum prace takich artystów jak: Georgia O’Keeffe, Joseph Stella, Willem de Kooning i Franz Kline, a także Richard Diebenkorn, Kenneth Noland, Marsden Hartley, Stuart Davis, Alfred Jensen i Philip Guston. Muzeum posiada bogatą kolekcję wielkoformatowych obrazów artystów spod znaku Washington Color School, eksperymentującymi od połowy lat 50. do połowy lat 70 z kolorem i formą (Leon Berkowitz, Gene Davis, Thomas Downing, Sam Gilliam, Jacob, Howard Mehring, Alma Thomas i inni).
Kolekcję sztuki XX wieku uzupełniają prace takich artystów, jak:Jennifer Bartlett, Christo i Jeanne-Claude, Eric Fischl, David Hockney, Roy Lichtenstein, Nam June Paik, Philip Pearlstein, Jackson Pollock (obrazy malowane techniką rozpryskową), Andy Warhol (grafika), Robert Indiana (nowatorski obraz The Figure 5), Alexander Calder (ruchome formy przestrzenne, tzw. mobile)
Sztuka współczesna jest reprezentowana w muzeum przez prace artystów amerykańskich i działających w Stanach Zjednoczonych: Debory Butterfield, Waltona Forda, Franka Gohlke, Johna Gossage'a, Jenny Holzer, Roberta Longo, Kerry Jamesa Marshalla, Seana Scully, Jean Shin i innych.
Specjalny dział stanowi sztuka wideo i tzw. time-based art. W muzeum zgromadzone zostały kluczowe dla tych gatunków dzieła sztuki jak również prace nowego pokolenia artystów wykorzystujących i łączących w swej twórczości najnowsze trendy w sztuce współczesnej (Cory Arcangel, Jim Campbell, Peter Campus, Svetlana i Igor Kopystiansky, Nam June Paik, Marina Zurkow i inni).

### Renwick Gallery. Rzemiosło artystyczne

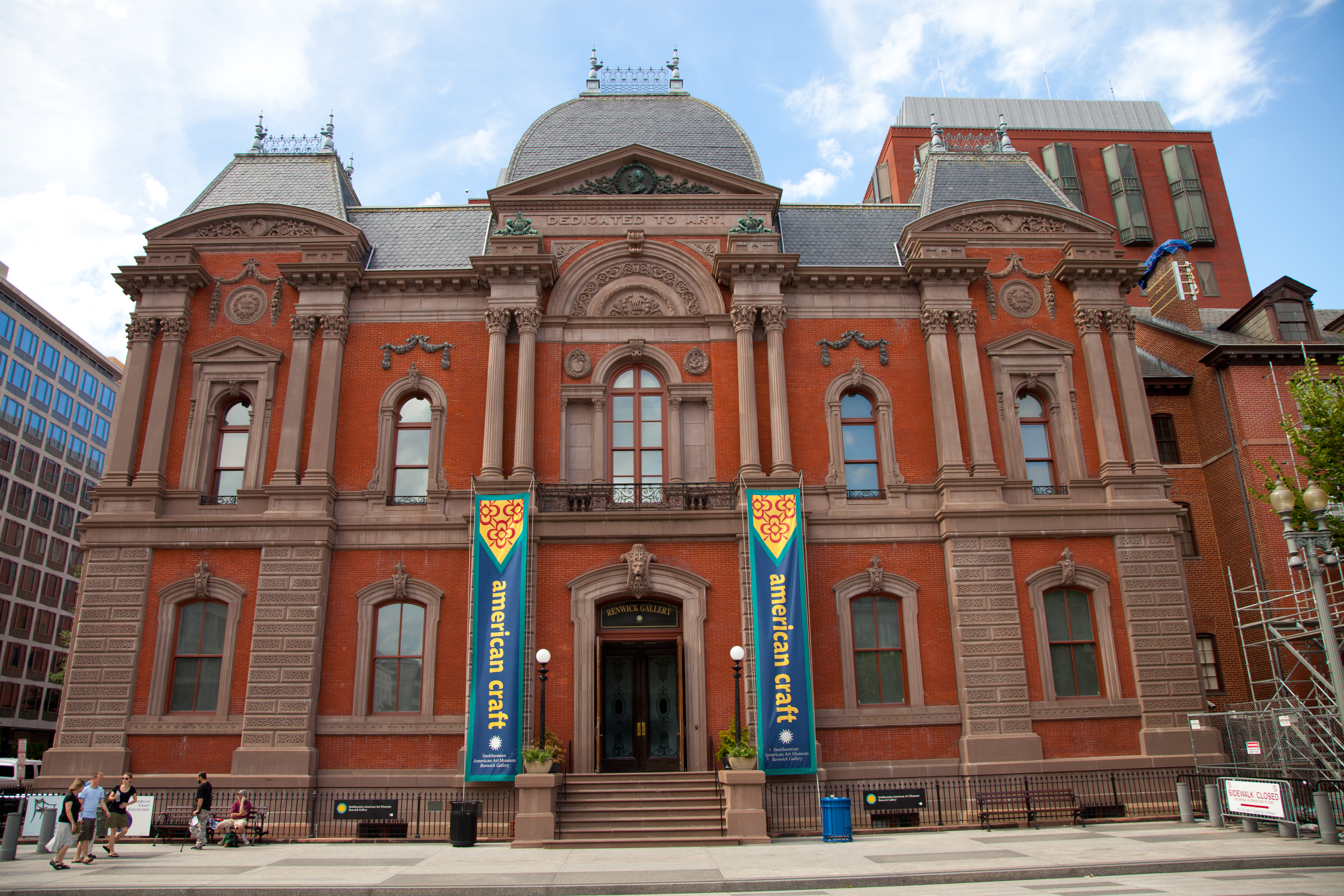
Fasada Renwick Gallery

Renwick Gallery mieści się w budynku zaprojektowanym w 1859 roku przez architekta Jamesa Renwicka Jr. i ukończonym w roku 1874. Znajduje się nieopodal Białego Domu i Eisenhower Executive Office Building, w samym sercu historycznego Waszyngtonu. Jest to budynek w stylu charakterystycznym dla architektury II Cesarstwa Francuskiego, wpisany na listę zabytków National Historic Landmark. Pierwotnie mieściła się w nim kolekcja sztuki waszyngtońskiego handlowca i bankiera Williama Wilsona Corcorana. W 1972 roku została otwarta Renwick Gallery jako miejsce ekspozycji zbiorów rzemiosła artystycznego Smithsonian American Art Museum. Na jej zbiory składają się dzieła rzemiosła artystycznego wytworzone począwszy od XIX w. do chwili obecnej. Są one prezentowane poprzez program wystawienniczy i publikacje.
Muzealna kolekcja współczesnego amerykańskiego rzemiosła artystycznego jest uważana za jedną z najlepszych w Stanach Zjednoczonych. Zakres chronologiczny dzieł rzemiosła artystycznego obejmuje okres od czasów kolonialnych po wiek pozłacany i później. Na kolekcję składa się szeroki wachlarz jedynych w swoim rodzaju prac wytworzonych z gliny, włókna szklanego, metalu, i drewna. Główne dzieła wyszły spod ręki renomowanych mistrzów rzemiosła artystycznego (Wendell Castle, Dale Chihuly, Robert Ebendorf, Sheila Hicks Karen LaMonte, Sam Maloof, Albert Paley). Najważniejsze z prezentowanych eksponatów to imponujące witraże Johna La Farge’a, pamiątkowy fortepian pokryty dekoracjami Thomasa Wilmera Dewinga (pierwotnie wystawiony przez firmę Steinway & Sons w Białym Domu), Game Fish Larry’ego Fuente (układanka z pionków do gier w formie ryby-trofeum), Ghost Clock Wendella Castle’a oraz Bureau of Bureaucracy Kima Schahmanna, wykonana z drewna misterna serwantka, pełna schowków, szuflad bez dna i przegródek, będąca żartobliwą metaforą na biurokrację i na przypominające labirynt działania władz, ulokowana w pomieszczeniu, którego okna wychodzą na Eisenhower Executive Office Building

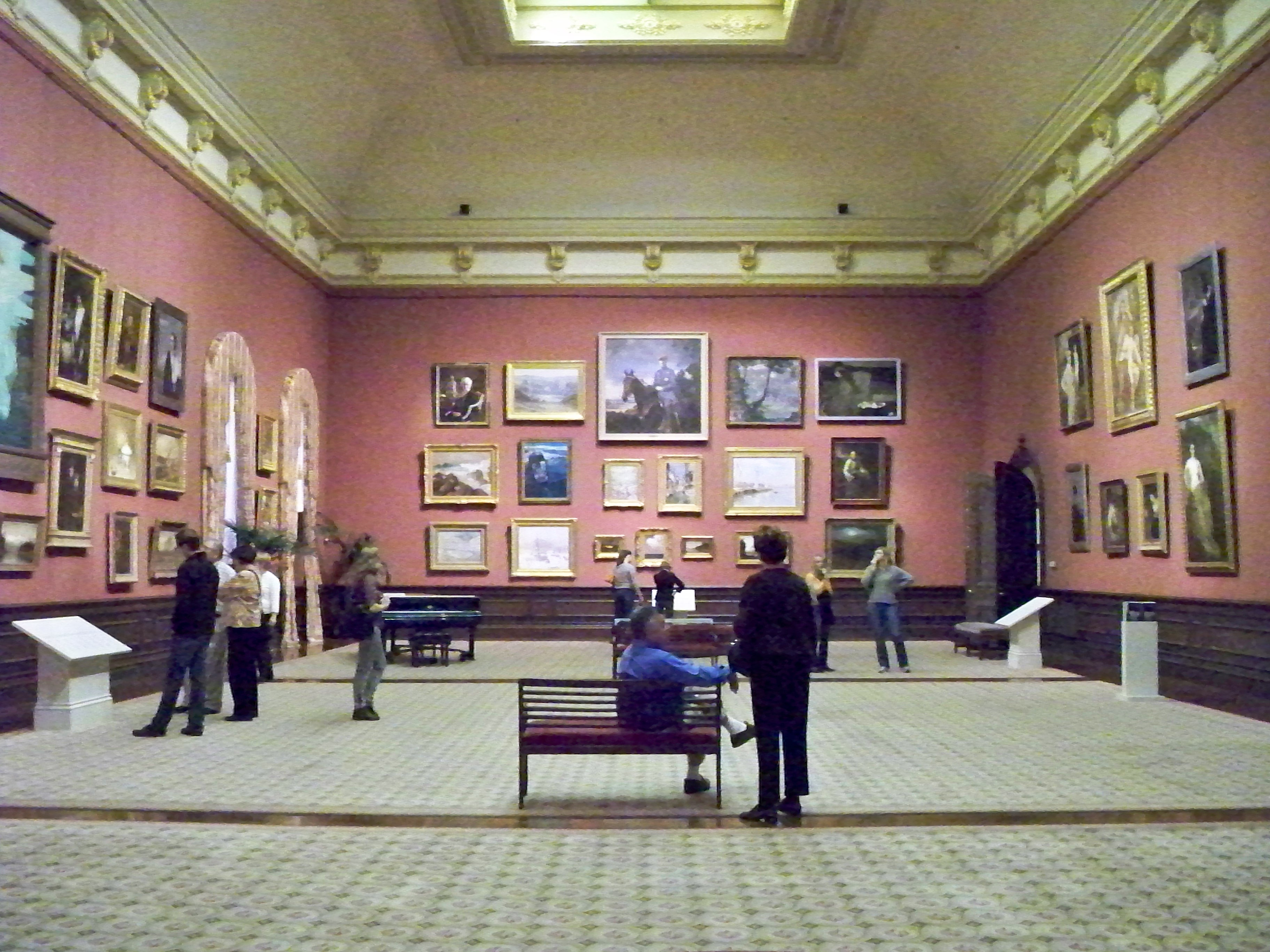
Kolekcja obrazów w Renwick Gallery

Wystawy czasowe rzemiosła artystycznego są prezentowane na pierwszym piętrze, natomiast fragmenty kolekcji stałej współczesnego rzemiosła eksponowane są w systemie rotacyjnym na drugim piętrze. Obrazy z muzealnej kolekcji są eksponowane w eleganckim, XIX-wiecznym wnętrzu Grand Salon.
Na lata 2014–2016 zaplanowano gruntowną renowację Galerii. Projekt przygotowany przez firmę Westlake Reed Leskosky przewiduje modernizację infrastruktury budynku, uwydatnienie jego charakterystycznych, historycznych cech, a zarazem przystosowanie go do wymagań XXI wieku. Na renowację sali wystawowej Grand Salon będzie rozpisany międzynarodowy konkurs, do udziału w którym zaproszono architektów, artystów i dekoratorów wnętrz. Renowacja będzie finansowana w połowie z pieniędzy publicznych, a w połowie z prywatnych.

### Rysunek, grafika i fotografia
Znaczącą część muzealnej kolekcji stanowi grafika. Na przykładzie zgromadzonych rysunków Johna Jamesa Audubona, Thomasa Morana, Charlesa Burchfielda czy Edwarda Hoppera prześledzić można rozwój tego gatunku. Muzeum posiada również obszerny zbiór XX-wiecznej grafiki, w tym zestaw wzorcowych grafik Seana Scully.
Dział fotografii zawiera najwcześniejsze dzieła tego gatunku począwszy od dagerotypów, poprzez prace pierwszych fotografów (Carleton Watkins i Timothy H. O’Sullivan), fotografów XX-wiecznych (Aaron Siskind i Irving Penn) do artystów współczesnych (William Christenberry, Richard Misrach). Kolekcja fotografii dokumentuje również zmieniający się stosunek Ameryki do krajobrazu, od zdjęć Amerykańskiego Zachodu z lat 60. XIX wieku po zdjęcia współczesne, wskazujące na kwestie ochrony środowiska.

### Sztuka ludowa i wizjonerska

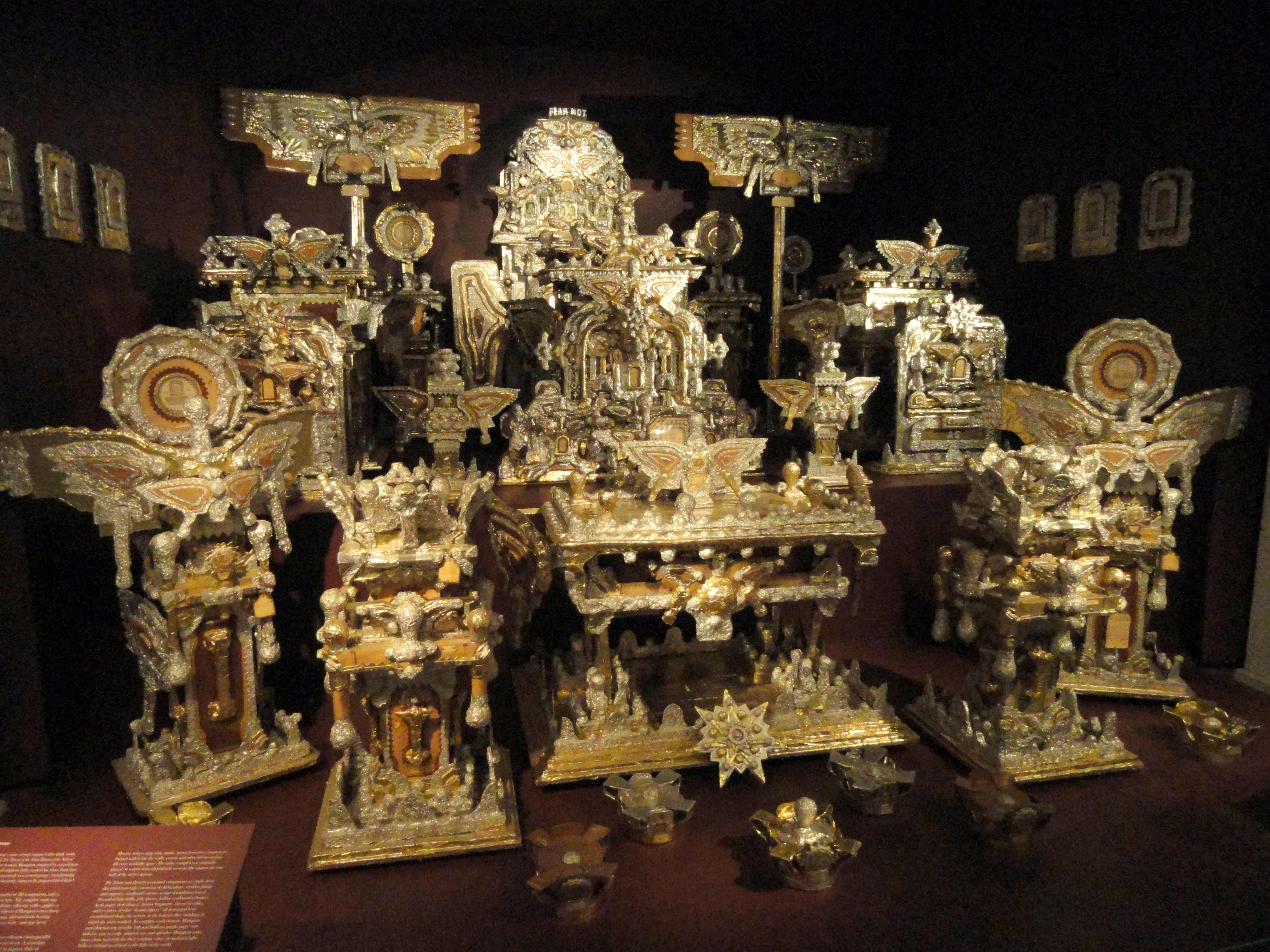
James Hampton, The Throne of the Third Heaven of the Nations' Millenium General Assembly

Smithsonian American Art Museum było jednym z pierwszych muzeów sztuki, które uznało znaczenie sztuki ludowej i postanowiło zaprezentować ją publicznie. Dział sztuki ludowej w muzeum nabrał znaczenia z chwilą zakupu renomowanej kolekcji Herberta Waide Hemphilla Jr. i dzieł z kolekcji Chucka i Jana Rosenaków. Do głównych atrakcji działu sztuki ludowej należą:
- obraz Howarda Finstera The Herbert Wade Hemphill J.R. Collection Founder of American Folk Art the Man Who Preserves the Lone And Forgotten. The Unknown Collection (1978), będący wyrazem hołdu artysty złożonego Hemphillowi za pomoc w zdobyciu pozycji renomowanego artysty ludowego[19],
- wizjonerska rzeźba Jamesa Hamptona The Throne of the Third Heaven of the Nations' Millenium General Assembly (ok. 1950–1964) mająca za temat przygotowania do Drugiego przyjścia Jezusa Chrystusa[20].

Dzieła te oraz prace takich artystów jak z Thornton Dial Sr., Mr. Immagination czy Malcah Zeldis stanowią przykład rozwoju kreatywności niezależnie od formalnego wykształcenia artystycznego.

### Sztuka afroamerykańska
Smithsonian American Art Museum posiada znaczący zbiór ponad 2000 prac artystów afroamerykańskich. Kluczowy element tej kolekcji stanowią dzieła Williama Henry Johnsona, w tym obraz Jadąc do kościoła (ok. 1940–1941), przedstawiający rodzinę afroamerykańską, jadącą z pracy na polu do kościoła w celu otrzymania wsparcia duchowego. Źródłem inspiracji Johnsona było jego dzieciństwo spędzone na wsi w Karolinie Południowej. Podobnie doświadczenia były udziałem takich artystów jak: Robert Duncanson, Henry Ossawa Tanner, Horace Pippin, Romare Bearden, Jacob Lawrence i Lois Mailou Jones. Tematyka ich twórczości to: wielka migracja z wiejskiego Południa Stanów Zjednoczonych do regionów zurbanizowanych: Północnego Wschodu, Środkowego Zachodu i Zachodu, Harlem i epoka jazzu oraz walka o uznanie Afroamerykanów jako Amerykanów i jako artystów.
W XXI wieku muzeum zorganizowało dwie wystawy objazdowe poświęcone sztuce afroamerykańskiej:
- African American Masters: Highlights from the Smithsonian American Art Museum (2004–2005) w ramach której pokazano w dziewięciu amerykańskich miastach dorobek twórczy takich artystów jak: Richmond Barthé, Roy DeCarava, Thornton Dial Sr., Gordon Parks, Faith Ringgold i Alma Thomas,
- African American Art: Harlem Renaissance, Civil Rights Era and Beyond (2012), w której zaprezentowano 100 prac 43 czarnych artystów[21].

### Sztuka latynoamerykańska

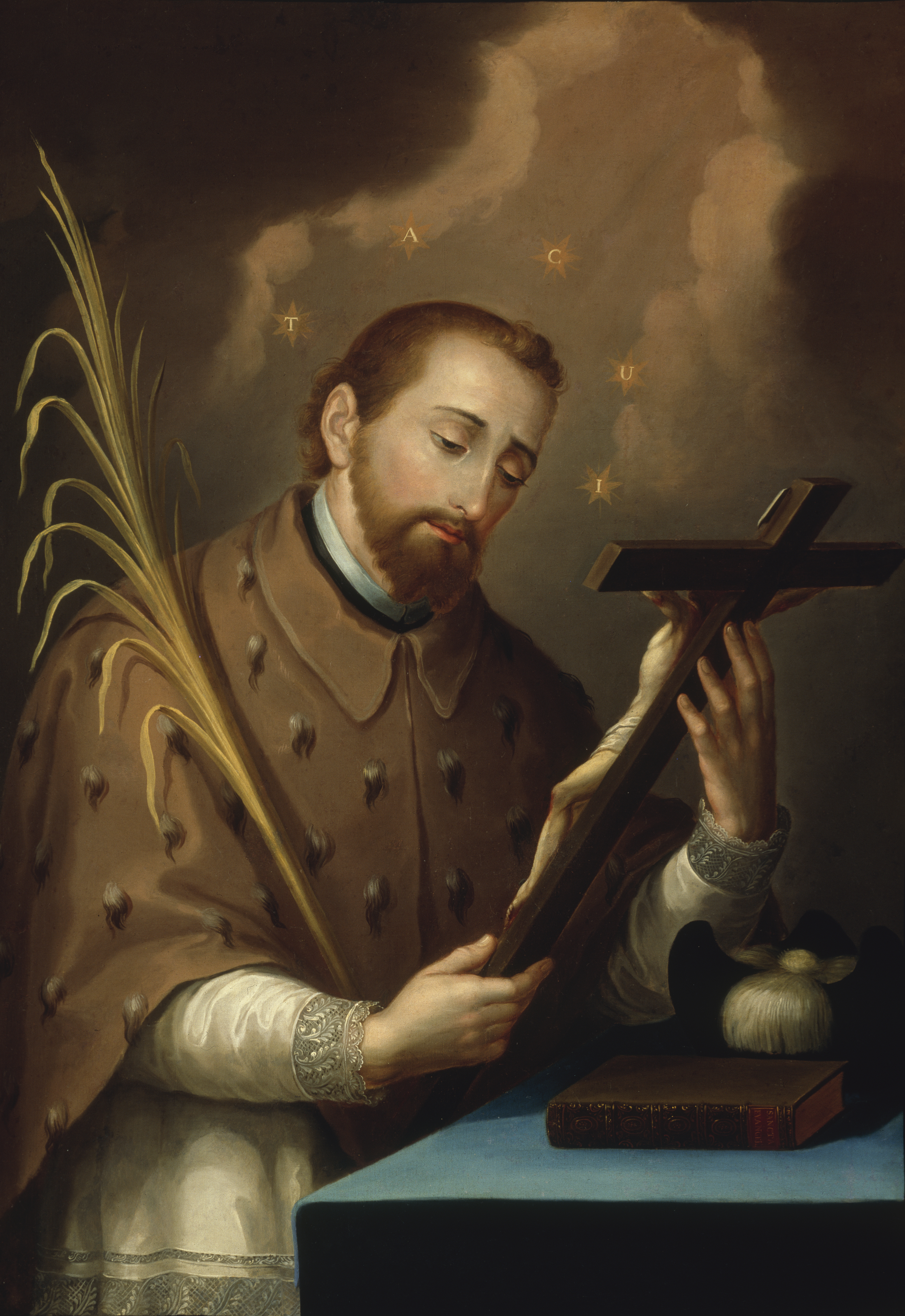
Jose Campeche, Św. Jan Nepomucen, ok. 1798

Początki kolekcji latynoamerykańskiej w Smithsonian American Art Museum sięgają lat 60. XX wieku. Zgromadzone eksponaty odzwierciedlają wkład ludności pochodzenia latynoskiego w kulturę Stanów Zjednoczonych od czasów kolonialnych do chwili obecnej. Zakres gatunkowy prezentowanych prac rozciąga się od dzieł religijnych epoki kolonialnej poprzez tkane tekstylia do obrazów ekspresjonizmu abstrakcyjnego i instalacji współczesnych. Artyści, których prace znajdują się w kolekcji, reprezentują różnorodność społeczności latynoskiej w Stanach Zjednoczonych jeśli chodzi o kraje pochodzenia: Meksyk, Portoryko, Kuba i Dominikana; są wśród nich także osoby pochodzenia latynoamerykańskiego głęboko zakorzenione w Stanach Zjednoczonych. W zbiorach znajdują się prace takich artystów jak: Adal Maldonado, Olga Albizu, Maria Magdalena Campos-Pons, Teresita Fernandeza, Carmen Herrera, Luis Jiménez, Vik Muniz, Raphael Montañez Ortiz i Patssi Valdez i in.
W XXI wieku Smithsonian American Art Museum zorganizowało dwie wystawy sztuki latynoamerykańskiej:
- Arte Latino: Treasures from the Smithsonian American Art Museum (2000–2002), na której pokazano 66 prac (obrazów, rzeźb, fotografii), obejmujących okres od XVIII wieku (obrazy portorykańskiego artysty José Campeche) do czasów współczesnych (Carmen Lomas Garza, Ana Mendieta, Amalia Mesa-Bains)
- Our America: The Latino Presence in American Art (2013) prezentująca 92 prace 72 czołowych artystów współczesnych[22].

### Rzeźba
Kolekcja rzeźby amerykańskiej w Smithsonian American Art Muzeum należy do największych i najbardziej wszechstronnych na świecie. Zakres czasowy zgromadzonych prac to XIX wiek (Hiram Powers, Edmonia Lewis i Harriet Hosmer) i przełom XIX i XX wieku Augustus Saint-Gaudens i Paul Manship oraz okres sztuki nowoczesnej i współczesnej (Louise Nevelson, Isamu Noguchi, Edward Kienholz, Deborah Butterfield i Martin Puryear).

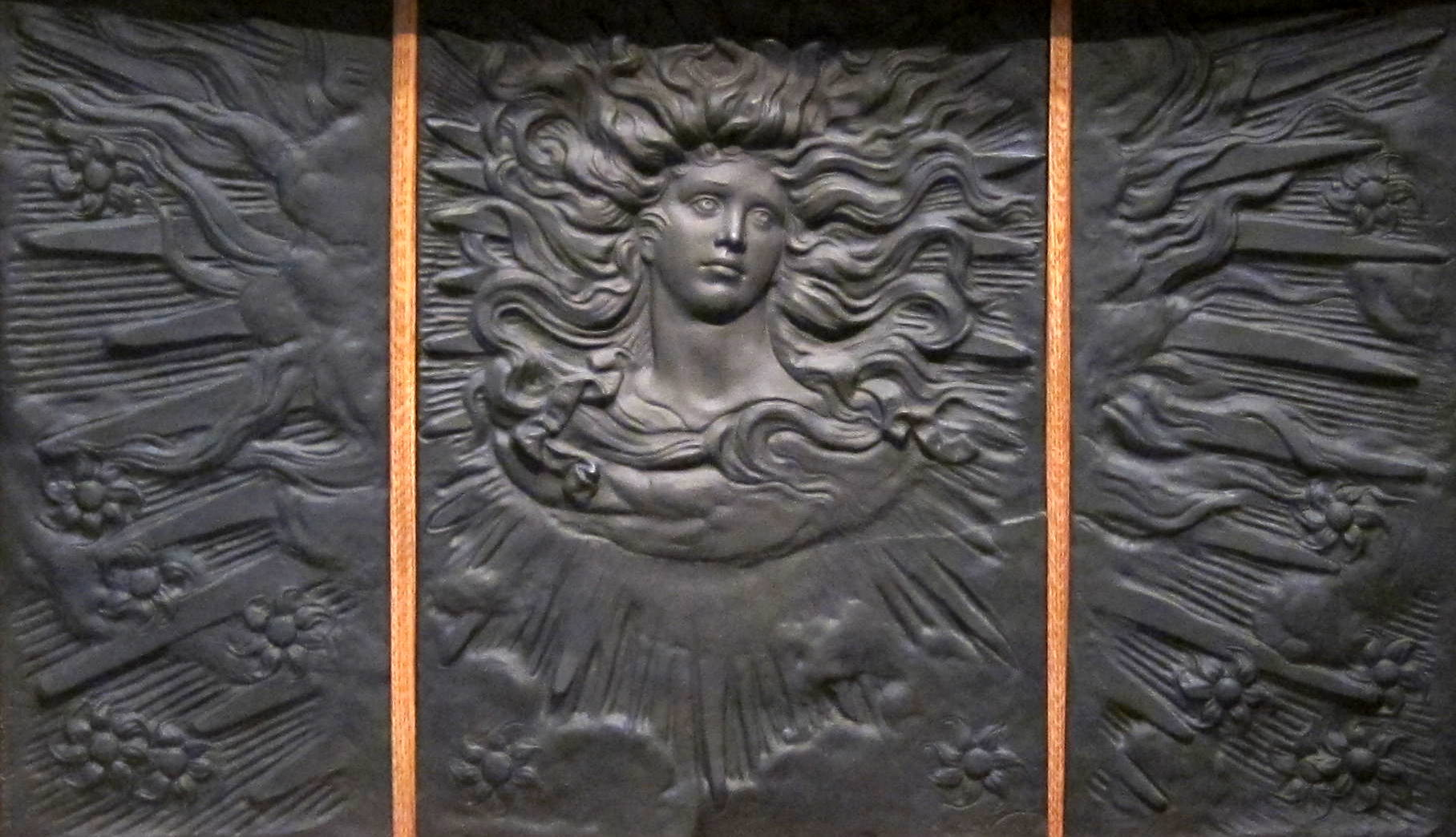
Elihu Vedder, Bóg-Słońce, 1882
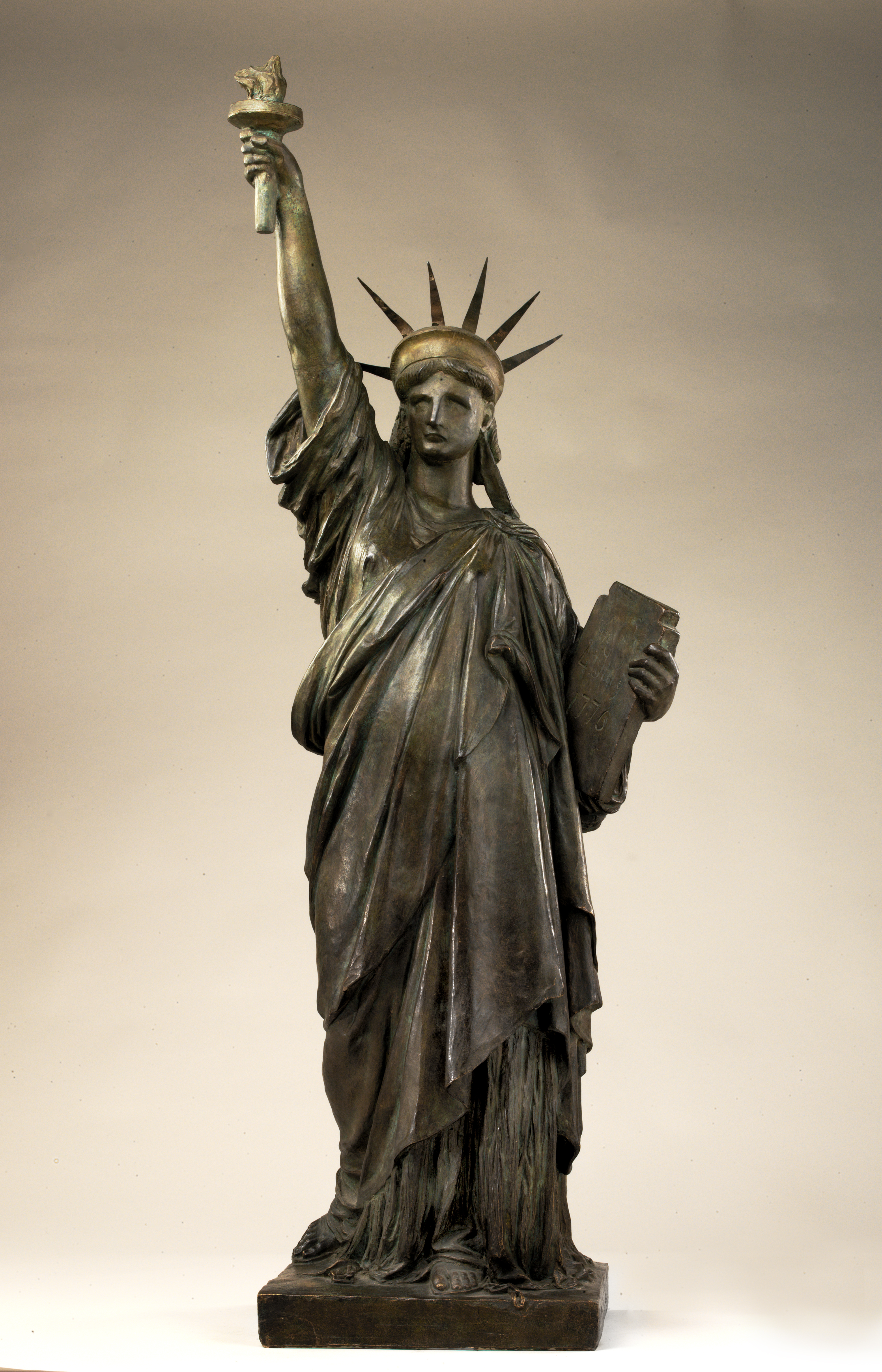
Frédéric-Auguste Bartholdi, Statua Wolności, ok. 1884
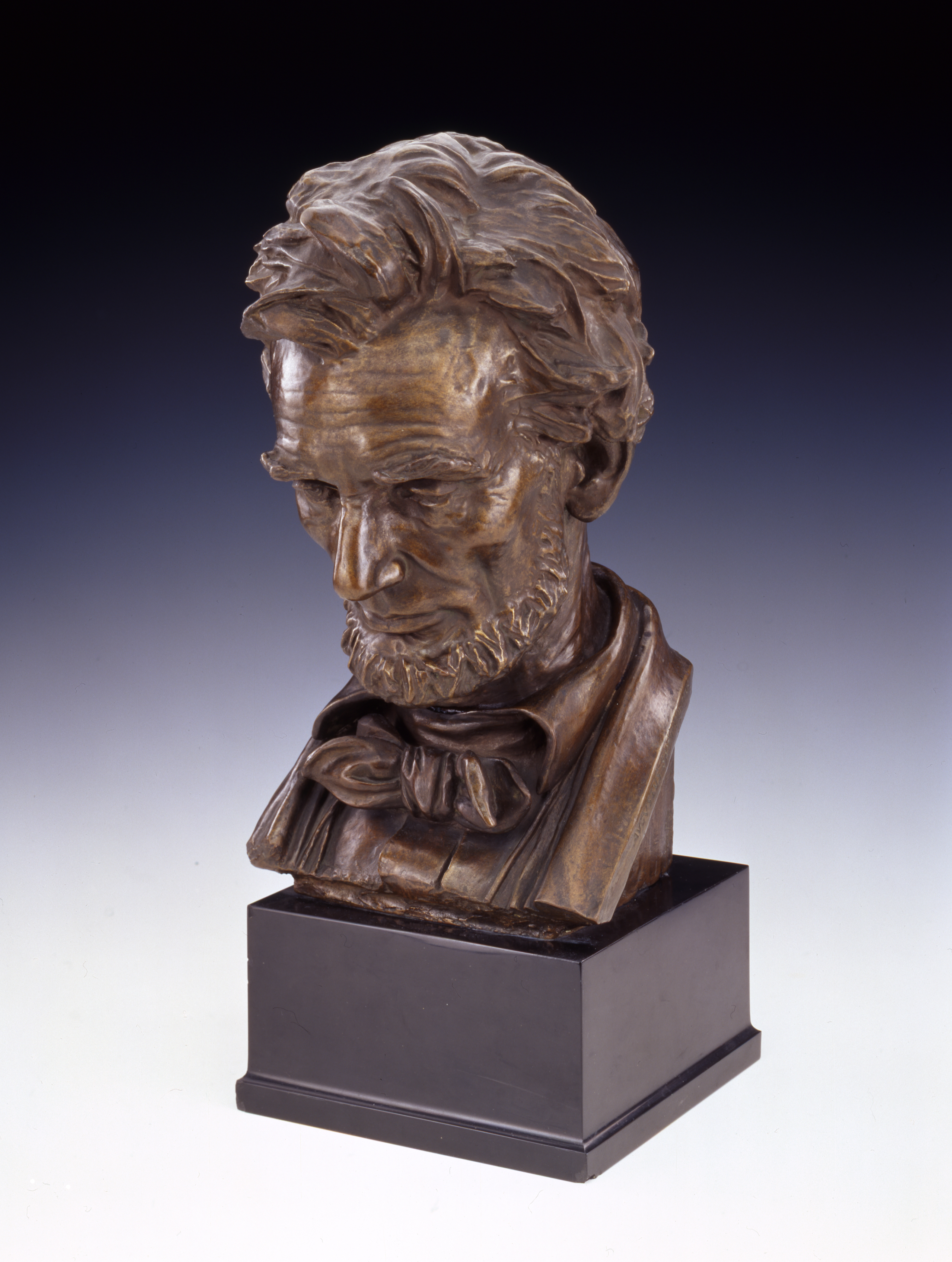
Augustus Saint-Gaudens, Abraham Lincoln, ok. 1923
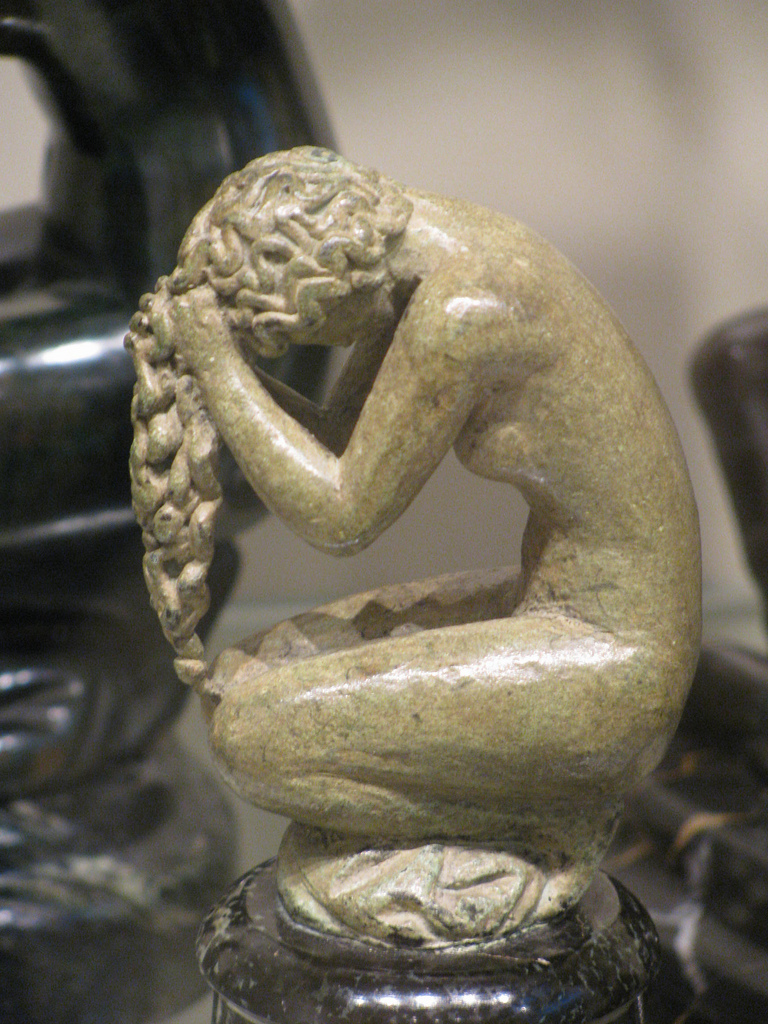
Paul Manship, Studium Afrodyty Anadyomene, 1924

## Luce Foundation Center for American Art

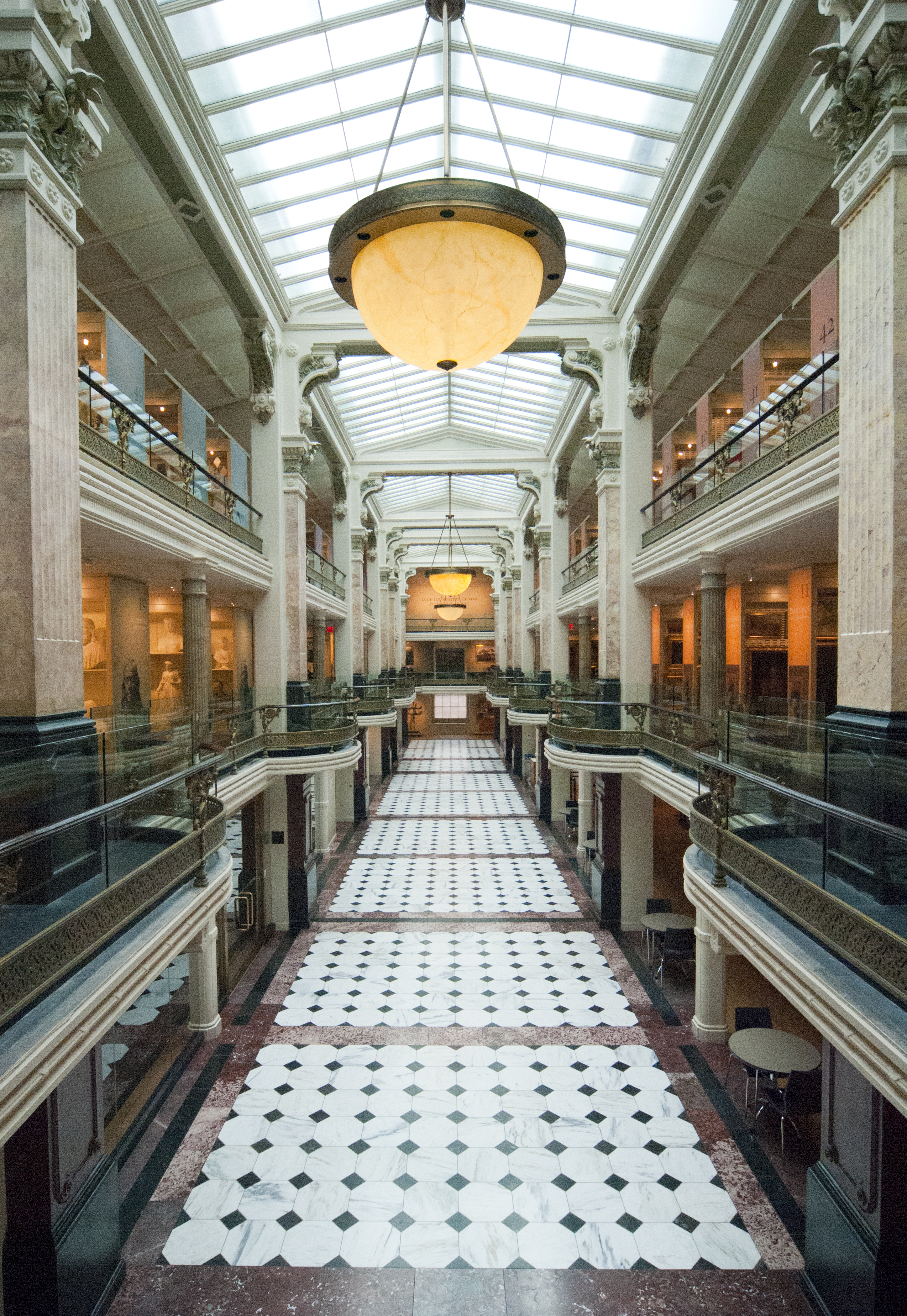
Luce Foundation Center for American Art

W 2001 roku fundacja Henry Luce Foundation przekazała 10 milionów dolarów na zorganizowanie w Smithsonian American Art Museum Centrum Sztuki Amerykańskiej – Luce Foundation Center for American Art. Centrum to otwarto 1 lipca 2006 roku, po gruntownej renowacji historycznego budynku muzeum. Luce Foundation Center for American Art to pierwszy wizualny magazyn sztuki oraz ośrodek badawczy w Waszyngtonie, pomyślany jako ogólnodostępne miejsce, umożliwiające nowe spojrzenie na sztukę amerykańską. W ośrodku, zajmującym powierzchnię ok. 2400 m² na trzecim i czwartym piętrze historycznego budynku muzeum, znajduje się ponad 3000 prac wybranych z kolekcji stałej muzeum; są wśród nich obrazy, rzeźby, współczesne rzemiosło artystyczne i dzieła sztuki ludowej, miniatury portretowe, medale z brązu i biżuteria. Wielkowymiarowe XIX- i XX-wieczne rzeźby ustawiono na głównym piętrze. W Centrum znalazły się również wybrane eksponaty z europejskiej kolekcji rzemiosła artystycznego Johna Gellatly.
Interaktywna komputerowa baza danych dostarcza informacji na temat każdego eksponatu. W jej zasobach znajdują się dyskusje na temat każdego dzieła sztuki, biografie artystów, wywiady audio, zdjęcia i blisko 70 filmów zrealizowanych specjalnie dla centrum. Udzielaniem informacji ustnych oraz oprowadzaniem wycieczek zajmuje się punkt informacyjny Luce Foundation Center, w którym pełnią dyżury pracownicy Muzeum. Do dyspozycji zwiedzających jest również ogólnodostępny, bezprzewodowy Internet.

## Lunder Conservation Center

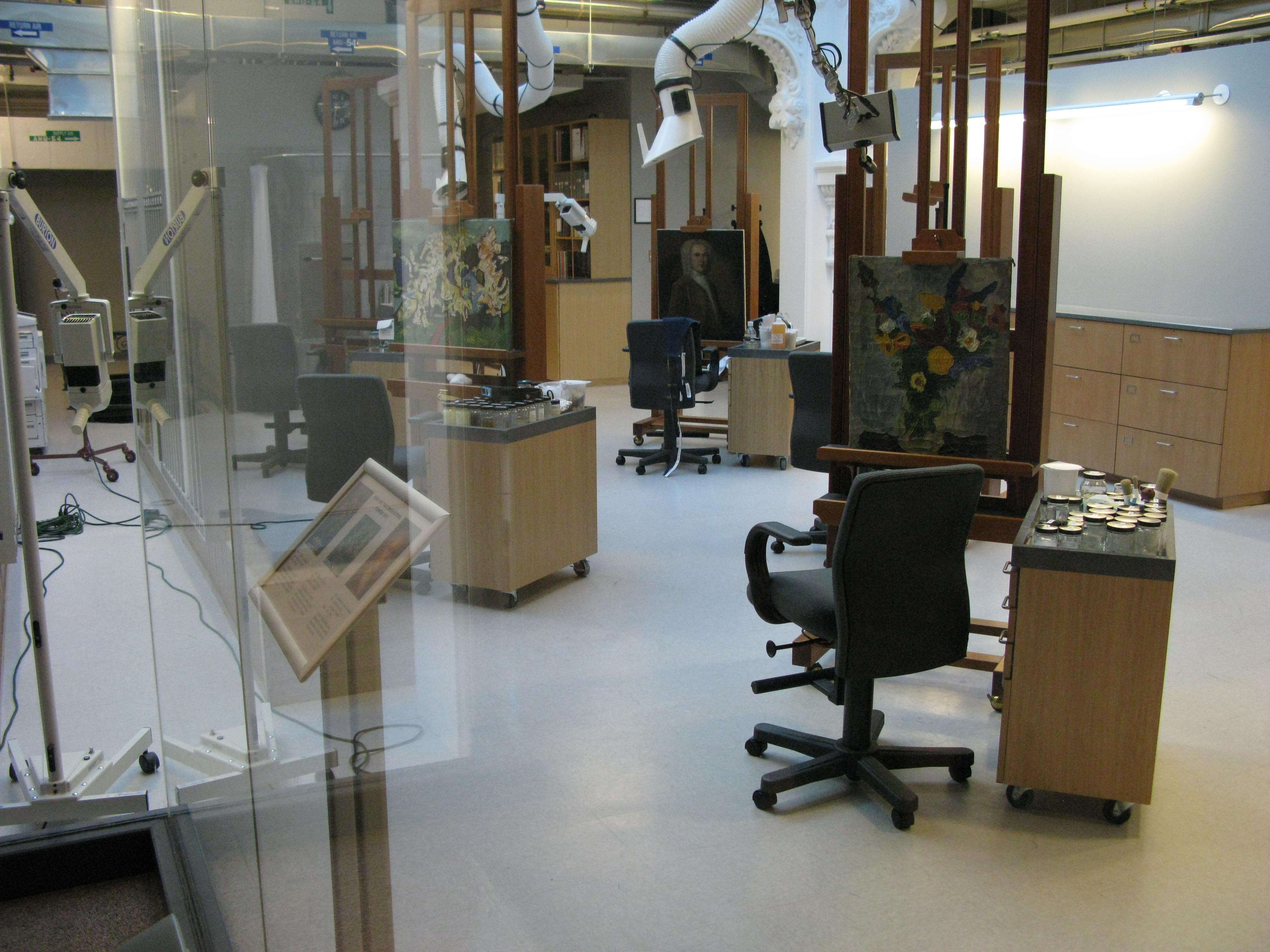
Jedna z pracowni konserwatorskich

Lunder Conservation Center to jednostka zajmująca się konserwowaniem dzieł sztuki w Smithsonian American Art Museum oraz w National Portrait Gallery, który mieści się w tym samym budynku. Konserwatorzy pracują w pięciu różnych laboratoriach: Frames Studio, Paintings Studio, Paintings Lab, Paper Lab, Objects Lab. Szklane ściany centrum umożliwiają zwiedzającym oglądanie konserwatorów w trakcie pracy, co jest z reguły niemożliwe w innych muzeach. Dodatkowym ułatwieniem dla zwiedzających są interaktywne komputerowe bazy danych i specjalne ekrany, dzięki którym można zapoznać się bliżej z zagadnieniami dotyczącymi konserwacji i jej znaczenia w programie ochrony dzieł sztuki i zabytków.